# Giovani Henrique Amorim da Silva
Giovani Henrique Amorim da Silva, noto semplicemente come Giovani (Itaquaquecetuba, 1º gennaio 2004), è un calciatore brasiliano, attaccante dell'Al-Sadd.

## Carriera

### Club
Nato ad Itaquaquecetuba, Giovani inizia a giocare nelle giovanili del Palmeiras nel 2014, all'età di 10 anni. Nel settembre 2020, a soli 16 anni, venne incluso nella lista del Palmeiras per la Coppa Libertadores di quell'anno, senza mai debuttare ufficialmente. Giovani ha debuttato ufficialmente il 3 marzo 2021 da subentrato al posto del compagno di squadra Gustavo Scarpa nella partita del Campionato Paulista tra Palmeiras e Corinthians, terminata 2-2. Il 1º giugno ha annunciato di aver rinnovato con il club fino al 2024. Ha debuttato nel Campeonato Brasileiro Série A il 30 novembre 2021, segnando contro il Cuiabá, nella sfida terminata 3-1. Il 28 giugno 2023 l'Al-Sadd ufficializza il suo acquisto a titolo definitivo.

### Nazionale
Nel dicembre del 2022, è stato incluso dal selezionatore Ramon Menezes nella lista dei convocati della nazionale Under-20 partecipante al campionato sudamericano di calcio Under-20 2023 in Colombia. Tuttavia, non viene autorizzato ad unirsi al gruppo dal suo club, il Palmeiras.
Il 28 aprile 2023 viene convocato per il Mondiale di categoria in Argentina.

## Statistiche

### Presenze e reti nei club
Statistiche aggiornate al 7 marzo 2025.
| Stagione         | Squadra          | Campionato       | Campionato | Campionato | Coppe nazionali | Coppe nazionali | Coppe nazionali | Coppe continentali | Coppe continentali | Coppe continentali | Altre coppe | Altre coppe | Altre coppe | Totale | Totale | Totale |
| Stagione         | Squadra          | Comp             | Pres       | Reti       | Comp            | Pres            | Reti            | Comp               | Pres               | Reti               | Comp        | Pres        | Reti        | Pres   | Reti   |        |
| ---------------- | ---------------- | ---------------- | ---------- | ---------- | --------------- | --------------- | --------------- | ------------------ | ------------------ | ------------------ | ----------- | ----------- | ----------- | ------ | ------ | ------ |
| 2021             | Palmeiras        | A1/SP+A          | 10+3       | 0+1        | CB              | 0               | 0               | CL                 | 1                  | 0                  | RS+SB       | 0           | 0           | 14     | 1      |        |
| 2022             | Palmeiras        | A1/SP+A          | 3+2        | 0          | CB              | 0               | 0               | CL                 | 1                  | 0                  | RS          | 0           | 0           | 6      | 0      |        |
| gen.-lug. 2023   | Palmeiras        | A1/SP+A          | 11+1       | 1+0        | CB              | 2               | 0               | CS                 | 0                  | 0                  | SB          | 0           | 0           | 14     | 1      |        |
| Totale Palmeiras | Totale Palmeiras | Totale Palmeiras | 24+6       | 1+1        |                 | 2               | 0               |                    | 2                  | 0                  |             | 0           | 0           | 34     | 2      |        |
| 2023-2024        | Al-Sadd          | QSL              | 0          | 0          | CEQ+CQ          | 0               | 0               | ACL                | 0                  | 0                  | -           | -           | -           | 0      | 0      |        |
| 2024-2025        | Al-Sadd          | QSL              | 17         | 3          | CEQ+CQ          | 0               | 0               | ACL                | 3                  | 0                  | -           | -           | -           | 20     | 3      |        |
| Totale Al-Sadd   | Totale Al-Sadd   | Totale Al-Sadd   | 17         | 3          |                 | 0               | 0               |                    | 3                  | 0                  |             | -           | -           | 20     | 3      |        |
| Totale carriera  | Totale carriera  | Totale carriera  | 47         | 5          |                 | 2               | 0               |                    | 5                  | 0                  |             | 0           | 0           | 54     | 5      |        |

## Palmarès

### Club

#### Competizioni nazionali
- Campionato brasiliano: 1

Palmeiras: 2022
- Supercoppa del Brasile: 1

Palmeiras: 2023
- Campionato qatariota: 1

Al-Sadd: 2024-2025

#### Competizioni statali
- Campionato paulista: 1

Palmeiras: 2022

#### Competizioni internazionali
- Recopa Sudamericana: 1

Palmeiras: 2022